# Beppe Crovella
Beppe Crovella (Torino, 21 marzo 1952) è un compositore, tastierista e produttore discografico italiano.

## Biografia
Come membro originario del gruppo Arti & Mestieri, di cui è stato dal 1974 compositore e tastierista, si è esibito in vari festival progressive, come al "Baja Prog Festival" in Messico, al "Prog Day", in USA sino al "Club Città" in Giappone dove è stato realizzato "First live In Japan" che è stato pubblicato oltre che da "Electromantic Music", da "Disk Union" in Giappone e da "Moon June", in U.S.A.
Ha ideato e prodotto personalmente "33" degli arti & mestieri, un cofanetto composto da un libro fotografico, 2 DVD ed un CD realizzato con 33 brani nuovi da lui composti, che si alternano a 33 momenti della vita musicale degli arti & mestieri.
È il compositore principale nel nuovo lavoro degli arti & mestieri, "il Grande Belzoni" su testi di Marco Zatterin.
Come solista è noto per i suoi album basati sull'uso dell'organo Hammond, e di altri strumenti a tastiera prevalentemente "vintage" come mellotron, Rhodes, minimoog, Clavinet, piano e comunque sintetizzatori.
What's Rattlin' on the Moon, è un album dedicato a Mike ratledge ed alla musica dei Soft Machine ha ottenuto lusinghiere recensioni in tutto il mondo.
"What's Rattlin' On The Moon è uno dei migliori album di sempre per sole tastiere".(Frederich Gerbancheaus /"Traverses" - French Prog Magazine, 2010
Nel novembre 2013 ha pubblicato Le 17 contrade del palio di Siena, suite di 17 mini sinfonie in 3 parti, una suite per ogni contrada.
Come compositore ha vinto 2 premi internazionali con i cartoni animati di Altan, realizzati con la Lanterna Magica con regia di Enzo d'Alò, la Pimpa e Kamillo Kromo.
Sempre come compositore ha composto più di 600 temi che sono utilizzati discograficamente o su media.
Come autore di canzoni, si esibisce con le sue composizioni come "crooner" ma ne ha realizzate centinaia in ogni genere, dal cantautorato "classico" anni 60/70 italiano, a ballad di carattere americano, da canzoni "operistiche" a brani stile anni 50/60, dal R&B, dal soul fino allo Ska, con il quale incise per la Polygram in Germania.
Il brano Walkin on the Sun che raggiunse il primo posto in USA nella classifica di Billboard è dal 1 luglio 2020 oggetto della fase istruttoria per ipotesi di plagio ipotizzata da parte di Electromantic music che produsse "lambada de Chico" di Beppe Crovella, la cui strofa è praticamente uguale al ritornello del successo americano e mondiale "Walkin' on the Sun".

## Discografia

### con gli arti & mestieri

#### Album
- Tilt LP/CD
- Giro Di Valzer Per Domani LP/CD
- Live CD
- Murales LP/CD
- Articollezione CD
- Prog Day CD
- Live 1947/2000 CD
- Estrazioni CD
- First Live In Japan CD
- 33
- 33/Il GUARDarti CD
- 33/Il GUARDAmestieri CD
- 33/Il RICORDarti CD

#### 45 giri
Valzer Per Domani/Saper Sentire

### con altri gruppi
- Romantic Warriors Battlefield
- Tower Tales from a Book of Yestermorrow
- Secret Cinema 'Dreamin' of My Past
- Mosaic Miniatures
- The Sick Rose Floating
- Earth Voices Earth Voices

### da solista

#### Album
- Pianovagando CD
- Al mio paese CD
- Kings Of Clubs LP/CD
- Hammond Hommage:1 - Lucio Battisti CD
- Soulful Traffic CD
- What's Rattlin' on the Moon CD
- Le 17 contrade del Palio di Siena CD

#### EP
- Beppe Crovella & Streetnoise Evidence of love